# BBC America
BBC America ist ein US-amerikanischer Kabelfernseh-Ableger („Network“) der BBC.

## Geschichte

Ehemaliges On-Air-Logo

BBC America wurde am 29. März 1998 gegründet. Es zeigte zu Anfang vorwiegend britische Serien der Sender BBC, ITV und Channel 4 sowie Wiederholungen US-amerikanischer Serien. Mit der Produktion eigener Serien begann der Sender Mitte der 2000er Jahre. Eine der ersten getätigten Co-Produktionen war die Serie Die Scharfschützen, die bereits vorher auf ITV ausgestrahlt wurde. 2006 und 2007 beteiligte sich BBC America an der Produktion der BBC-Serien Die Schattenmacht – The State Within und Jekyll. Später produzierte der Sender die Serien Orphan Black in Co-Produktion mit dem kanadischen Sender Space sowie The Musketeers und Atlantis mit BBC One. Die erste Eigenproduktion des Senders ohne Beteiligung eines zweiten war die Serie Copper – Justice is brutal.

## Sendeprogramm
- Almost Royal
- Atlantis
- Copper – Justice is brutal (Copper)
- Doctor Who und die Ableger-Serie Torchwood
- Gordon Ramsay: Chef ohne Gnade (Ramsay’s Kitchen Nightmares)
- In The Flesh
- Killing Eve
- Kitchen Nightmares
- Law & Order: UK
- Orphan Black
- Planet Erde (Planet Earth)
- Raumschiff Enterprise: Das nächste Jahrhundert (Star Trek: The Next Generation)
- Ripper Street
- The Graham Norton Show
- The Musketeers
- Top Gear